# Nyctiplanctus
Nyctiplanctus is een geslacht van kevers uit de familie bladkevers (Chrysomelidae).
De wetenschappelijke naam van het geslacht werd in 1963 gepubliceerd door Blake.

## Soorten
- Nyctiplanctus farris Blake, 1963
- Nyctiplanctus ferruginea (Blake, 1963)
- Nyctiplanctus hispaniolae (Blake, 1948)
- Nyctiplanctus insulana (Blake, 1946)
- Nyctiplanctus jamaicensis Blake, 1963
- Nyctiplanctus loricata (Suffrian, 1867)
- Nyctiplanctus vittata (Blake, 1959)